# Kisei 2015
Il Kisei 2015 è stata la 39ª edizione del torneo goistico giapponese Kisei.

## Fase finale
- W indica vittoria col bianco
- B indica vittoria col nero
- X indica la sconfitta
- +R indica che la partita si è conclusa per abbandono
- +N indica lo scarto dei punti a fine partita

### Gruppo A
| Giocatore         | K.Y. | S.T. | H.Y. | N.H.  | R.K. | R.I.  | Risultato | Note                                        |
| ----------------- | ---- | ---- | ---- | ----- | ---- | ----- | --------- | ------------------------------------------- |
| Keigo Yamashita   | –    | B+R  | W+R  | B+R   | W+R  | B+R   | 5-0       | Qualificato alla finale degli sfidanti      |
| Shinji Takao      | X    | –    | X    | W+3,5 | B+R  | W+R   | 3-2       | Qualificato alla fase finale del Kisei 2016 |
| Hiroshi Yamashiro | X    | W+R  | –    | B+2,5 | X    | B+2,5 | 3-2       | Qualificato alla fase finale del Kisei 2016 |
| Naoki Hane        | X    | X    | X    | –     | X    | W+R   | 1-4       | Retrocesso                                  |
| Rin Kono          | X    | X    | B+R  | W+R   | –    | B+R   | 3-2       | Qualificato alla fase finale del Kisei 2016 |
| Ryo Ichiriki      | X    | X    | X    | X     | X    | –     | 0-5       | Retrocesso                                  |

### Gruppo B
| Giocatore         | D.M. | N.Y.  | C.C.  | S.K.  | S.Y. | C.R.  | Risultato | Note                                        |
| ----------------- | ---- | ----- | ----- | ----- | ---- | ----- | --------- | ------------------------------------------- |
| Daisuke Murakawa* | –    | W+0,5 | B+3,5 | X     | B+R  | W+R   | 4-1       | Qualificato alla finale degli sfidanti      |
| Norimoto Yoda     | X    | –     | W+4,5 | B+1,5 | W+R  | B+5,5 | 4-1       | Qualificato alla fase finale del Kisei 2016 |
| Cho Chikun        | X    | X     | –     | X     | B+R  | X     | 1-4       | Retrocesso                                  |
| Satoru Kobayashi  | B+R  | X     | B+R   | –     | X    | B+R   | 3-2       | Qualificato alla fase finale del Kisei 2016 |
| Satoshi Yuki      |      |       |       |       | –    |       |           | Qualificato alla fase finale del Kisei 2016 |
| Cho Riyu          | X    | X     | B+R   | X     | X    | –     | 1-4       | Retrocesso                                  |

* Daisuke Murakawa ha vinto lo scontro diretto contro Norimoto Yoda.

## Finale degli sfidanti
I due vincitori dei gruppi A e B si sono sfidati il 13 novembre 2014.